# Ica-stenarna

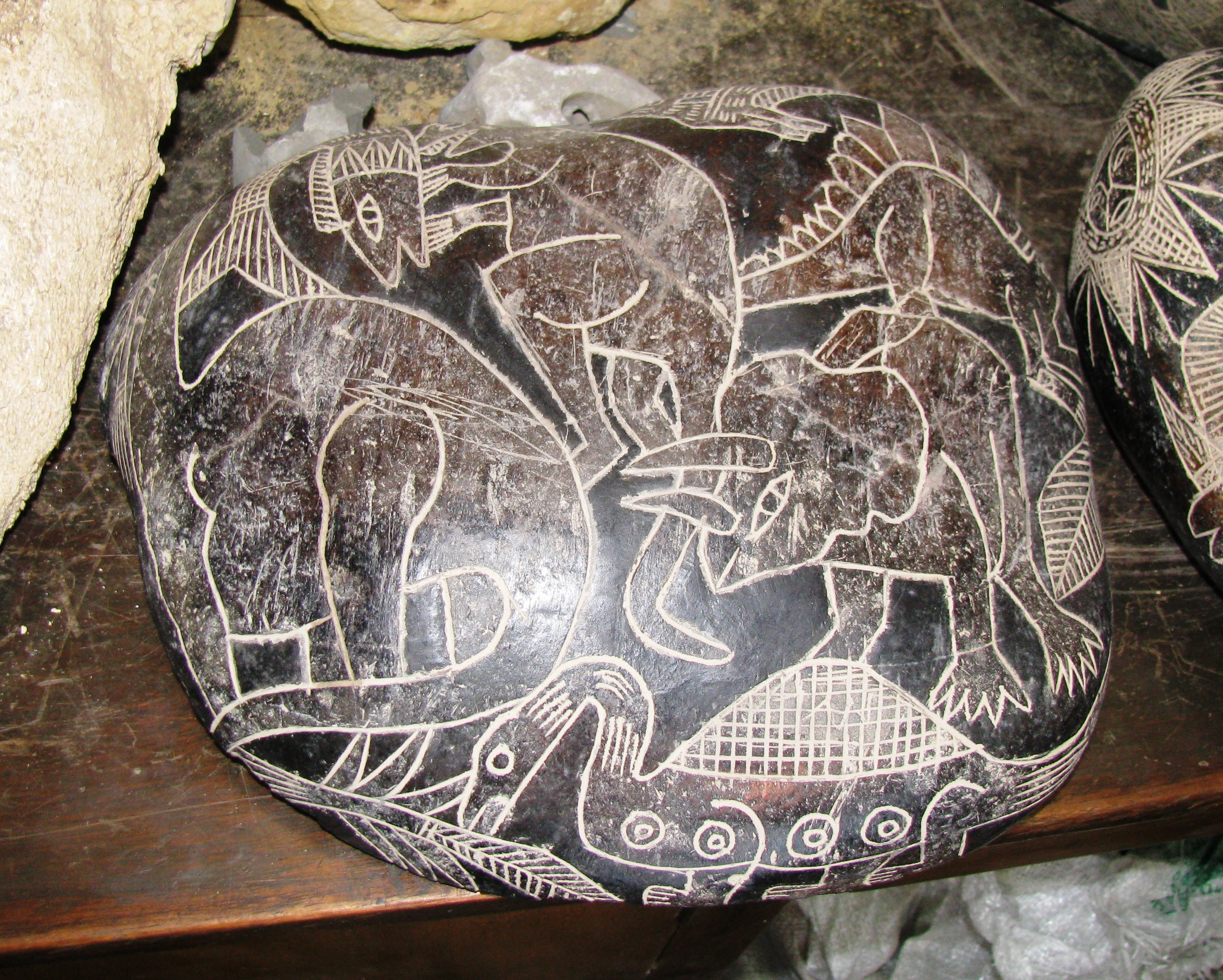
Ica-sten med dinosaurier.

Ica-stenarna består av runt 15 000 stenar med ingraverade bilder av människor som använder teleskop och avancerad läkarutrustning, samt människor som tycks samexistera med diverse dinosaurier. Stenarna, som bevisats vara falsarier skapade av en bonde, Basilio Uschuya, uppgavs ursprungligen ha upptäckts i en grotta i Ica (Peru) år 1960. Stenarna har dock av anhängare av pseudovetenskapliga tolkningar ansetts vara lämningar från en sedan länge försvunnen civilisation som samexisterade med dinosaurier, och kunde behärska både teleskop och komplicerad läkarvetenskap.

## Bakgrund
Det stora antalet stenar sägs ha upptäckts på 1960-talet i en grotta i Ica (300 km från Lima), Peru, av Basilio Uschuya, en bonde som senare arresterades efter att ha ertappats med att sälja fynden till turister. 1966 fick peruanen Javier Cabrera en av stenarna (föreställande en förmodat utdöd, urgammal fiskart) i present – varpå han blev övertygad om att de var genuina. Cabrera köpte upp så många stenar han kunde finna. Bonden erkände emellertid i en intervju med Erich von Däniken 1973 att han inte alls hittade stenarna i en grotta (som för övrigt inte har kunnat pekas ut); utan att han själv tillverkat de många tusen stenarna i hopp om att kunna försörja sig på dem via försäljning. I en BBC-dokumentär 1977 (Pathway to the Gods) skapade Uschuya en "genuin" Ica-sten med hjälp av en tandläkarborr och förklarade att stenarnas patina skapats genom att stenarna bakats in i kodynga. Trots dessa erkännanden öppnade Cabrera ett Ica-stenmuseum 1996 och kunde överge sitt tidigare arbete som läkare.
I ännu en BBC-dokumentär 1996 gjordes en skeptisk analys av stenarna på grund av den pseudovetenskapliga intresset för dem. Detta gjorde att Basilio Uschuya blev anmäld för att sälja fornminnen. Uschuya tog då tillbaka alla påståenden att han skulle ha hittat stenarna och erkände att de var falsarier. Han uttryckte att "stenarna är lättare att skapa än att bruka marken". Han meddelade vidare att han tillverkat samtliga stenar. Han blev aldrig arresterad eller dömd, och fortsatte att sälja liknande stenar till turister. Liknande stenar har senare även tillverkats av andra personer för att tjäna pengar.
1998 förklarade den spanske forskaren Vicente Paris, efter fyra års studier, att han med hjälp av mikrofotografi kunde bevisa att stenarna var falsarier. Han fann bland annat spår av moderna färgmedel, och påpekade att de grunda ristningarna saknade den erosion som ålder obönhörligen skulle gett dem.

## Tidigare alternativa förklaringsmodeller
- Stenarna är verkliga lämningar/minnen från en urgammal civilisation à la Lemurien/Atlantis
- Inskriptionerna är nygamla konstföremål där dinosaurierna agerar fantasifoster
- Ett antal dinosaurier kan ha lyckats överleva i den peruanska djungeln ända in i vår tid, varpå de mött människor som senare avbildat reptilerna på Ica-stenarna
- Människor har under normal "stenålder" hittat dinosaurieben och ritat bilder av hur de trodde dessa varelser såg ut.
- Någon form av kollektivt superminne från dinosauriernas tid har någon gång kommit i stentillverkarens händer, vilket gjort det möjligt för honom/henne/dem att avbilda sedan länge utdöda varelser
- Via schamanistiska drömresor bortom all tid har peruanerna lyckats samla kunskap såväl från det förflutna (dinosaurierna, kartorna) som från framtiden (läkarvetenskap, teleskop).